# Рива (река, впадает в Чёрное море)
Рива (Чайагзы, тур. Riva Deresi, Çayağzı Deresi) — река в Турции,  на полуострове Коджаэли к востоку от пролива Босфор. Впадает в Чёрное море у деревни Рива (Чайагзы) в районе Бейкоз в иле Стамбул.
Берёт исток близ деревни Тепеджик (Тепекёй) в районе Гебзе в иле Коджаэли. В верховьях называется Дегирмен (Değirmen Deresi) по горе Дегирмен-Байиры (Değirmen Bayırı, 284 м) к северу от города Денизли, которую огибает с севера, принимает левый приток Балджик (Balçık Deresi) и меняет название на Гёчбейли (Göçbeyli Deresi) по деревне Гёчбейли в районе Пендик, принимает правый приток Озан (Узан, Ozan Deresi) и меняет название на Рива.
В районе Чекмекёй на реке, выше деревни Омерли, у места впадения левого притока Якаджик (Yakacık Deresi) в 1968—1973 гг. построена насыпная каменно-земляная плотина Омерли высотой 52 м и объёмом 2,198 млн м³, которая образует водохранилище Омерли (Ömerli Gölü) объёмом 386,5 млн м³ и площадью 23,1 км². Водохранилище используется для водоснабжения Стамбула, годовой расход питьевой воды составляет 180 млн м³. Собственником плотины является Управление водного хозяйства Турции (DSİ). После строительства плотины началась урбанизация прилегающей области и в 1999 году начат проект по защите водохранилища от загрязнения сточными водами.